# Granulifusus
Granulifusus là một chi ốc biển, là động vật thân mềm chân bụng sống ở biển trong họ Fasciolariidaes.

## Các loài
Các loài trong chi Granulifusus gồm có:
- Granulifusus amoenus Hadorn & Fraussen, 2005[2]
- Granulifusus babae Hadorn & Fraussen, 2005
- Granulifusus bacciballus Hadorn & Fraussen, 2005[3]
- Granulifusus balbus Hadorn & Fraussen, 2005[4]
- Granulifusus benjamini Hadorn & Fraussen, 2005[5]
- Granulifusus captivus (Smith, 1889)[6]
- Granulifusus consimilis Garrard, 1966[7]
- Granulifusus dondani M.A. Snyder, 2003[8]
- Granulifusus geometricus Hadorn & Fraussen, 2005[9]
- Granulifusus hayashii Habe, 1961[10]
- Granulifusus kiranus Shuto, 1958[11]
- Granulifusus lochi Hadorn & Fraussen, 2005[12]
- Granulifusus monsecourorum Hadorn & Fraussen, 2005[13]
- Granulifusus musasiensis (Makiyama, 1922)[14]
- Granulifusus nakasiensis Hadorn & Fraussen, 2005[15]
- Granulifusus niponicus (E.A. Smith, 1879)[16]
- Granulifusus poppei Delsaerdt, 1995[17]
- Granulifusus pulchellus Hadorn & Chino, 2005[18]
- Granulifusus rubrolineatus (G.B. Sowerby II, 1870)[19]
- Granulifusus rufinodis (von Martens, 1901)[20]
- Granulifusus vermeiji M.A. Snyder, 2003[21]